# Raiffeisenbank Anger
Die Raiffeisenbank Anger eG ist eine Genossenschaftsbank mit eigenem Warengeschäft mit Sitz in der bayerischen Gemeinde Anger im Landkreis Berchtesgadener Land.

## Geschichte
Die heutige Raiffeisenbank Anger eG wurde am 8. Juli 1895 gegründet und hat sich bis heute ihre Eigenständigkeit bewahrt.

## Rechtsverhältnisse
Die Raiffeisenbank Anger eG ist im Genossenschaftsregister beim Amtsgericht Traunstein unter GnR 135 eingetragen.

## Organisationsstruktur
Rechtsgrundlagen sind das Genossenschaftsgesetz und die durch die Generalversammlung beschlossene Satzung. Organe der Bank sind der Vorstand, der Aufsichtsrat und die Generalversammlung.

## Sicherungseinrichtung
Die Raiffeisenbank Anger eG ist der amtlich anerkannten Sicherungseinrichtung des Bundesverbandes der Deutschen Volksbanken und Raiffeisenbanken GmbH und der zusätzlichen freiwilligen Sicherungseinrichtung des Bundesverbandes der Deutschen Volksbanken und Raiffeisenbanken e.V. angeschlossen.

## Geschäftsausrichtung
Die Raiffeisenbank Anger eG betreibt das Universalbankgeschäft. Im Verbundgeschäft arbeitet sie mit der DZ Bank, R+V Versicherung, Bausparkasse Schwäbisch Hall, Teambank, VR Leasing,  DZ Hyp und der Union Investment zusammen.

## Geschäftsgebiet
Das Geschäftsgebiet liegt im Norden des Landkreises Berchtesgadener Land.
An diesen Orten betreibt die Bank Filialen:
- Anger (Hauptstelle, jur. Sitz)
- Aufham (Geschäftsstelle)

Daneben wird noch ein Lagerhaus in Anger betrieben.